# Bertil Nyström (konstnär)

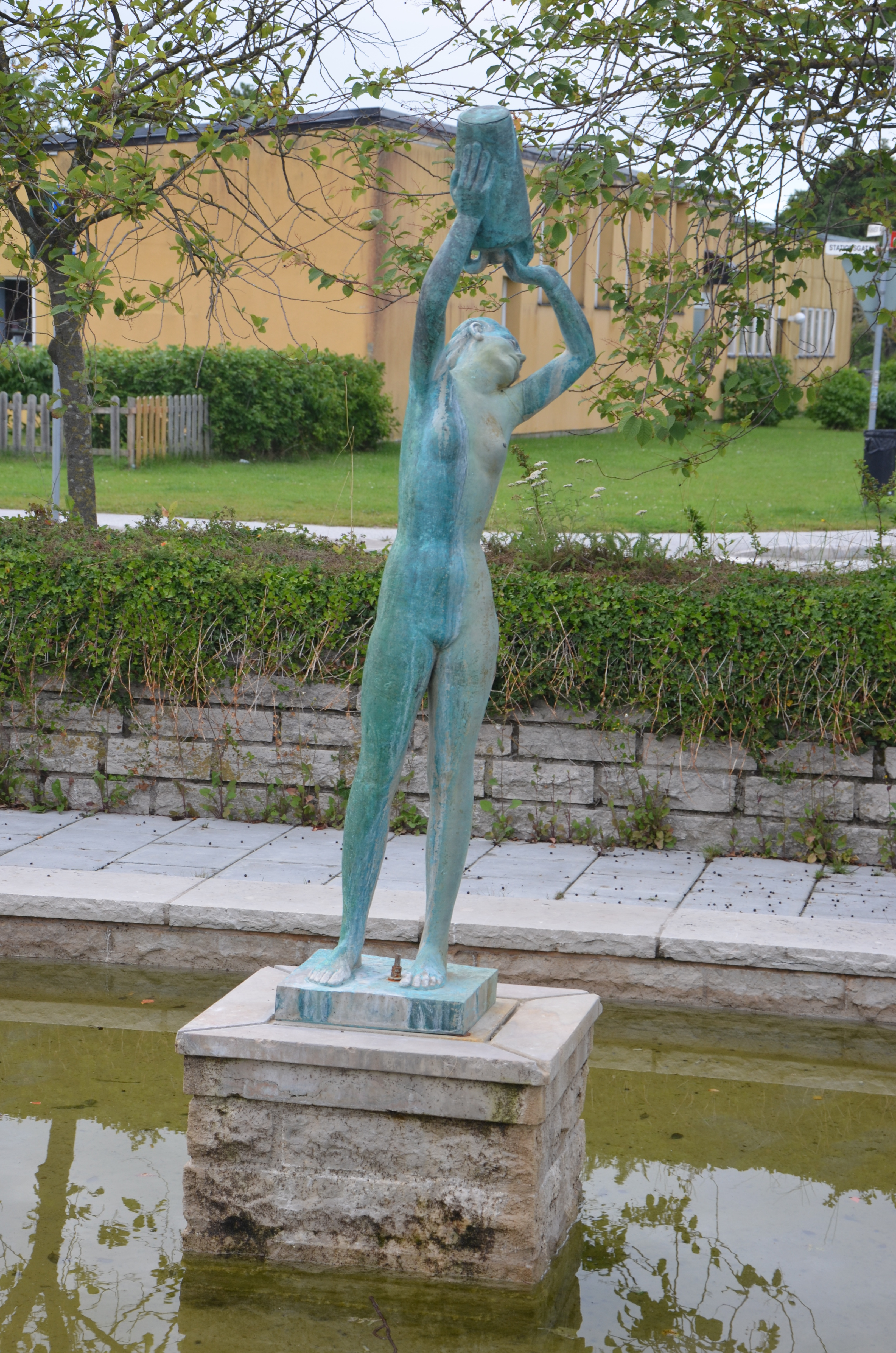
Vattenlek, Slite

Bertil Ferdinand Nyström, född 16 februari 1900 i Slite, Othems församling, död 15 februari 1987, var en svensk skulptör.

## Biografi
Bertil Nyström var son till Edvard Nyström (1869–1901) och sonson till kalkpatronen Ferdinand Nyström (1835–1917). Bertil Nyströms far avled då han var ett år gammal. Tanken hade varit att Edvard Nyström som äldste son skulle ta över affärsverksamheten, men efter hans död beslutade Ferdinand Nyström att i stället överlåta verksamheten på den yngre sonen Fredrik Nyström. Modern, Cecilia Palm (1870–1925), bodde kvar i Slite ännu några år, men flyttade därefter till sin bror, Carl Ulrik Palm, och där kom Bertil att växa upp. År 1919 avlade han studentexamen vid Whitlockska samskolan och gjorde därefter sin värnplikt i Sollefteå. Vid denna tid var hans främsta fritidsintressen idrotten, han var en duktig skidåkare, simmare och seglare. Utan några direkta framtidsplaner sökte han sig till Kungliga Tekniska högskolans arkitektlinje. Han saknade dock rätta intresset, och efter en misslyckad tentamen hoppade han av studierna. Några månader gick han till sjöss som sjöman, men efter familjens önskemål mönstrade han av. En kort tid arbetade han som bokhandelsmedhjälpare och hade planer på att öppna en egen bokhandel i Slite. År 1923 beslutade han sig dock för att bli konstnär, han sökte och kom 1924 in vid Konstakademien i Stockholm. Bertil Nyström hade här Carl Milles som lärare, men denne kom att ha mycket lite inflytande över Nyströms konstnärsbana. Under somrarna arbetade han som medhjälpare åt konservatorn Alfred Nilsson.
År 1921 träffade han Astrid Hök, som 1927 blev hans hustru. Bröllopsresan gick till Paris, där den gode vännen Thorsten Engström vistades, och där lärde han känna Engströms vän, författaren Eyvind Johnson och en nära vänskap som kom att bestå livet ut växte fram mellan de båda. Nyström närvarade vid Johnsons bröllop med Aase Christoffersen och vid sonen Tores dop. Paret stannade under drygt ett halvår och under tiden passade han även på att studera vid Academie Scandinave för Charles Despiau. Vid återkomsten till Sverige bosatte de sig i ett hus i Råsunda. Då Eyvind Johnson 1930 återvände till Sverige från Paris hjälpte Nyström honom att få en lägenhet i samma hus. Strax intill bodde även Vilhelm Moberg och Nyström kom att dras in i författarumgänget kring dessa och umgicks i kretsen som förutom Moberg och Johnson omfattade Gustav Hedenvind-Eriksson, Ivar Lo-Johansson, Rudolf Värnlund, Erik Asklund, Josef Kjellgren, Gustav Sandgren och Artur Lundqvist. Någon gång deltog även andra konstnärer som Sven X:et Erixon. Nyström har utfört bronsbyster av flera av dessa författare. Med tiden kom författargruppen att brytas upp och 1934 flyttade Nyström till Visby. Här hoppades han ha större framgång som ensam skulptör än som en av många i Stockholm. Han hade även tankar att kombinera den egna verksamheten med att verk av andra gotländska konstnärer. Under den här tiden startade han även den gotländska kulturtidskriften Fyren. Verksamheten gick dock dåligt, och 1937 flyttade familjen till Slite. Här drygade han ut de magra inkomsterna från sin konstnärliga verksamheten genom att arbeta som lokalreporter för tidningen Gotlänningen. Under perioden 1939–1942 var Nyström inkallad med stationering på  Furillen. Under denna tid låg hans konstnärliga verksamhet nere, först 1944 återupptog han det konstnärliga arbetet. Från 1953 var han sysselsatt med restaurering av medeltida kyrkoskulptur. Han var sysselsatt med detta arbete ännu på 1980-talet.
I Slite kyrka, som är ritad av Holger Jensen och uppförd 1959–1960, är triumfkrucifixet och Madonnan på väggen invid dopfunten skapade av Bertil Nyström. Makarna Nyström är begravda på Othems kyrkogård.

## Offentliga verk i urval
- Maria med Jesusbarnet, träskulptur, Othems kyrka
- Fagningsblommor, brons, 1950, Lövsta lantbrukscentrum i Roma
- byst över Eyvind Johnson, brons, 1966, biblioteket i Boden
- Vattenlek, fontän i brons, 1967, Tullhagsplan i Slite
- Seglare går ombord, betong, 1967, Torget i Slite